# Danh sách sân vận động tại Nhật Bản
Dưới đây là danh sách các sân vận động ở Nhật Bản có sức chứa từ 30.000 người trở lên:
| #  | Ảnh | Tên                            | Sức chứa | Thành phố    | Đội chủ sân                                                                                |
| -- | --- | ------------------------------ | -------- | ------------ | ------------------------------------------------------------------------------------------ |
| 1  |     | Sân vận động Quốc gia Nhật Bản | 80,016   | Tokyo        | Đội tuyển bóng đá quốc gia Nhật Bản (một số trận) Đội tuyển bóng bầu dục quốc gia Nhật Bản |
| 2  |     | Sân vận động Nissan            | 72,327   | Yokohama     | Yokohama F. Marinos                                                                        |
| 3  |     | Sân vận động Saitama 2002      | 63,700   | Saitama      | Đội tuyển bóng đá quốc gia Nhật Bản (hầu hết các trận) Urawa Red Diamonds                  |
| 4  |     | Tokyo Dome                     | 55,000   | Tokyo        | Yomiuri Giants                                                                             |
| 5  |     | Sân vận động Shizuoka          | 50,889   | Fukuroi      | một số trận đấu giữa Júbilo Iwata và Shimizu S-Pulse                                       |
| 6  |     | Sân vận động Ajinomoto         | 49,970   | Tokyo        | F.C. Tokyo, Tokyo Verdy                                                                    |
| 7  |     | Sân vận động Miyagi            | 49,133   | Rifu         | một số trận đấu của Vegalta Sendai                                                         |
| 8  |     | Fukuoka PayPay Dome            | 48,000   | Fukuoka      | Fukuoka SoftBank Hawks                                                                     |
| 9  |     | Sân vận động Koshien           | 47,508   | Nishinomiya  | Hanshin Tigers                                                                             |
| 10 |     | Sân vận động Yanmar Nagai      | 47,000   | Osaka        | Cerezo Osaka                                                                               |
| 11 |     | Sân vận động Đại học Kobe      | 45,000   | Kobe         | một số trận đấu của Vissel Kobe                                                            |
| 12 |     | Sân vận động Toyota            | 45,000   | Toyota City  | Toyota Verblitz, một số trận đấu của Nagoya Grampus                                        |
| 13 |     | Showa Denko Dome Oita          | 43,254   | Ōita         | Oita Trinita                                                                               |
| 14 |     | Sapporo Dome                   | 42,831   | Sapporo      | Consadole Sapporo, Hokkaido Nippon Ham Fighters                                            |
| 15 |     | Sân vận động Denka Big Swan    | 42,300   | Niigata      | Albirex Niigata                                                                            |
| 16 |     | Nagoya Dome                    | 40,500   | Nagoya       | Chunichi Dragons                                                                           |
| 17 |     | Sân vận động Panasonic Suita   | 39,694   | Suita        | Gamba Osaka                                                                                |
| 18 |     | Sân vận động Kashima           | 39,026   | Kashima      | Kashima Antlers                                                                            |
| 19 |     | Sân vận động Edion Hiroshima   | 36,906   | Hiroshima    | Sanfrecce Hiroshima                                                                        |
| 20 |     | Kyocera Dome Osaka             | 36,400   | Osaka        | một số trận đấu của Orix Buffaloes                                                         |
| 21 |     | Sân vận động Noevir Kobe       | 34,000   | Kobe         | Vissel Kobe, Kobelco Steelers                                                              |
| 22 |     | Sân vận động Mazda             | 31,984   | Hiroshima    | Hiroshima Toyo Carp                                                                        |
| 23 |     | Sân vận động Hanazono          | 30,000   | Higashiōsaka | Kintetsu Liners                                                                            |